# Grimpar givré
Lepidocolaptes leucogaster · Grimpereau perlé
Espèce
Statut de conservation UICN

 LC  : Préoccupation mineure
Répartition géographique
Le Grimpar givré (Lepidocolaptes leucogaster), ou Grimpereau perlé, est une espèce de passereaux de la famille des Furnariidae.

## Répartition et sous-espèces
Cet oiseau fréquente les zones élevées du plateau mexicain.
Selon la classification de référence du Congrès ornithologique international (14.2. 2024) :
- Lepidocolaptes leucogaster umbrosus Moore, 1934 — Sierra Madre occidentale ;
- Lepidocolaptes leucogaster leucogaster (Swainson, 1827) — Sierra Madre del Sur, Sierra Madre orientale (sud).

## Habitat
Cette espèce préfère les forêts humides des montagnes tropicales et subtropicales, de Quercus et les forêts hautement dégradées, entre 900 et 3 600 m d'altitude.

## Systématique
Le nom valide complet (avec auteur) de ce taxon est Lepidocolaptes leucogaster (Swainson, 1827).
L'espèce a été initialement classée dans le genre Xiphorhynchus sous le protonyme Xiphorhynchus leucogaster Swainson, 1827).
Ce taxon porte en français le nom vernaculaire ou normalisé suivant : Grimpar givré.